# Thorictus hottentotus
Thorictus hottentotus là một loài bọ cánh cứng trong họ Dermestidae. Loài này được Raffray miêu tả khoa học năm 1901.